# Pardosa schenkeli
Pardosa schenkeli este o specie de păianjeni din genul Pardosa, familia Lycosidae, descrisă de Lessert, 1904. Conform Catalogue of Life specia Pardosa schenkeli nu are subspecii cunoscute.